# Steinþór Þorláksson
Steinþór Þorláksson (Steinthor Thorlaksson, n. 968) fue un vikingo y bóndi de Hraunsfjördur, Bjarnarhöfn, Snæfellsnes en Islandia. Según las sagas islandesas uno de los tres mejores guerreros de todos los tiempos. Era hijo de Þorlákur Ásgeirsson. 
Su figura aparece en la saga Eyrbyggja, una saga llena de conflictos entre familias y grupos que continuaron durante generaciones. Steinþór pertenecía a una de las generaciones posteriores de la gente que se estableció en Eyr. Era alto, fuerte y tranquilo, pero no estaba dispuesto a dejar cabos sueltos en disputas sin una resolución satisfactoria. Snorri Goði, un prominente caudillo que aparece en diversas sagas, se posicionaba a menudo en el bando contrario a Steinþór. La saga narra una batalla en el hielo de Vigrafjörður, encabezado por Steinþór por un lado, y por Þorleifur kimbi (n. 996, hijo de Þorbrandur Þorfinnsson) por el otro. Ambas partes corrieron hacia un pequeño islote que sobresalía por encima del hielo. Cada bando quería tomar el islote, a sabiendas de que tener los pies sobre tierra firme les daría una gran ventaja en la pelea. Þorleifur y sus hombres llegaron al islote primero. Uno de los hombres de Steinþór, þórdur, trató de subir al islote, pero fue herido y se metió de nuevo en el hielo. Þorleifur y Freystein bofi corrieron tras él para matarlo.
Steinthor corrió también y protegió con su escudo sobre þórdur cuando Þorleifur kimbi trató de abatirle, y con la otra mano devolvió el golpe a Þorleifur kimbi y cortó su pierna debajo de la rodilla. Freystein bofi se abalanzó sobre Steinþór, apuntando su lanza hacia su estómago, pero al ver esto Steinþór se elevó de un salto en el aire y la lanza pasó entre sus piernas. Steinþór realizó estas tres cosas al mismo tiempo. Luego se abalanzó a Freystein bofi con su espada, y embistió con un golpe de espada sobre su cuello que produjo un fuerte crujido.

## Herencia
Steinþór casó con Þuríður Þorgilsdóttir (n. 970), una hija de Þorgils Arason de Reykhólar, y fruto de esa unión nació Gunnlaugur Steinþórsson (n. 1010).